# Брадецкий, Тадеуш
Тадеуш Брадецкий (пол. Tadeusz Bradecki; 2 января 1955, Забже — 24 января 2022)  —  польский актёр и театральный режиссёр.

## Биография
Родился 2 января 1955 года в Забже. В 1977 году окончил Краковскую высшую театральную школу. С того же года работал в Старом театре Кракова (с 1990 по 1996 — художественный руководитель). С 1998 года — член Союза Театров Европы. Сотрудничал с Национальным театром в Варшаве. В 2001 году был награждён Национальной премией имени Станислава Игнация Виткевича за популяризацию польской театральной культуры за рубежом. С 2003 года работал худруком Силезского театра в Катовице.

## Избранная фильмография
- Ноябрьская ночь (1978) — студент
- Спираль (1979) — эпизод
- Кинолюбитель (1979) — Витек
- Константа (1980) —  Витольд Партыки
- Год спокойного солнца  (1984) — переводчик Нормана
- Мастер и Маргарита (1988) — Иешуа Га-Ноцри
- Барышни и вдовы (1991) — муж Сусанны
- Список Шиндлера (1993) —  Форман
- Брат нашего Бога (1997) —  теолог
- Жизнь как смертельная болезнь, передающаяся половым путём (2000) — Марек, ксендз
- Удары (2004) — врач
- Персона нон грата (2005) — инспектор
- Кароль. Человек, ставший Папой Римским (2005) — монсеньор Куровски
- Папа Иоанн Павел II (2005) — отец Козловски
- Генерал Нил (2005) —  председатель Верховного суда Эмиль Мерц
- Время чести (2012) —  директор Тадеуш Боровски
- Инородное тело (2014) —  Фоколарино